# Estación Erize
Erize es la estación ferroviaria de la localidad de Villa Castelar, partido de Puan, Provincia de Buenos Aires, Argentina. También es un nombre .

## Servicios
Es una estación que pertenece al Ferrocarril General Roca. No presta servicios de pasajeros, sin embargo por sus vías corren trenes de carga, a cargo de la empresa Ferroexpreso Pampeano.